# Cluedo
Cluedo (Clue i Nordamerika) er et klassisk detektivbrætspil, oprindeligt udgivet af Waddington Games i England i 1948. Det blev udtænkt under 2. verdenskrig af advokatsekretæren Anthony E. Pratt, fra Birmingham og navnet er en blanding af Clue (spor på engelsk) og det populære spil; Ludo. Oversat til mange sprog, herunder dansk.

Kan spilles af 3-6 spillere fra 8 år og varer typisk 45 minutter. I England udtales det [kluu-do], mens det i Danmark udtales [klu-e-do].
Spillet foregår i Dr. Sorts herskabsvilla (Dunkelborg Gods) i 1926, med spillebrættet opdelt i forskellige værelser. Spillerne repræsenterer hver sin person, der er en overnattende gæst i villaen. Dr. Sort er blevet fundet myrdet og spillerne er alle sammen under mistanke. Det gælder om at opklare mordet og den der først gætter hvem der myrdede Dr. Sort, hvor han blev myrdet og med hvilket våben han kom af dage, har vundet. 

## Særligt spilleudstyr
- Spillebræt, der repræsenterer herskabsvillaen.
- 6 farvede spillebrikker, der repræsenterer de mistænkte (og spillerne).
- 6 miniaturevåben, der repræsenterer de mulige mordvåben.
- 6 personkort, 6 våbenkort og 9 værelseskort.
- Mordkuvert
- Detektivnotesblok

## Mistænkte
Navne i parentes er fra en BRIO-udgivelse først i 70'erne, originale engelske navne er i kursiv.
- Oberst Sennepsgul (Oberst Brun) – gul (brun) spillebrik, Colonel Mustard
- Pastor Grøn – grøn spillebrik, Rev. Green.
- Fru Paafugleblaa (Fru Blå) – blå spillebrik, Mrs. Peacock.
- Professor Blomme – lilla spillebrik, Professor Plum.
- Frk. Purpurrød (Frk. Rød) – rød spillebrik, Miss Scarlett.
- Fru Hvid – hvid spillebrik, Mrs. White.

Dr. Sort blev myrdet af netop én af de ovenstående.
I Hasbros udgave fra 2015 er Fru Hvid blevet til Doktor Orkidé.

## Mulige mordvåben
Navne i parentes er fra en BRIO-udgivelse først i 70'erne, originale engelske navne er i kursiv.
- Reb – Rope.
- Jernrør (Blyrør) – Lead Pipe.
- Dolk (Daggert) – Dagger.
- Skruenøgle – Spanner, engelsk version en fastnøgle, men den nyeste danske version har en amerikansk (monkey) wrench.
- Lysestage – Candlestick.
- Revolver (Pistol).

Dr. Sort blev myrdet med netop ét af disse våben.

## Værelserne
Navne i parentes er fra en BRIO-udgivelse først i 70'erne.
Der er ti værelser på Dunkelborg Gods hvor mordet kan have fundet sted. Værelserne er anbragt på spillebrættet som på nedenstående diagram. 
| Køkken                   | Balsal                  | Vinterhave (Havestue)        |
| Spisestue                | Kælder med mordkuverten | Billardværelse (Billard rum) |
| Spisestue                | Kælder med mordkuverten | Bibliotek                    |
| Opholdsstue (Dagligstue) | Forhal (Hall)           | Arbejdsværelse               |

Dr. Sort blev myrdet i ét af disse værelser.
De modstående hjørneværelser er forbundet med hemmelige gange.
De originale engelske navne er: Kitchen, Ball Room, Conservatory, Dining Room, Billiard Room, Library, Lounge, Hall og Study.

## Selve spillet
Ved begyndelsen af spillet vælger hver spiller en figur og alle seks brikker anbringes på de respektive startfelter på brættet.

Kortene deles i tre bunker: Mistænkte, værelser og våben. Et tilfældigt kort fra hver bunke anbringes uset i mordkuverten. Resten af kortene blandes og uddeles med bagsiden opad til spillerne (nogle af spillerne kan få flere kort end de andre).
Våbnene placeres i forskellige værelser og mordkuverten anbringes på hovedtrappen i midten af spillebrættet.

Som spiller skal man, ud fra udelukkelsesmetoden, finde ud af hvilke kort der ligger i mordkuverten. På detektivnotesblokken afkrydses de kort, man har på hånden. Ved hjælp af terninger kan man flytte sin brik rundt på spillebrættet. Når man står i et værelse, kan man fremsætte sine formodninger (suggestions) : Jeg formoder at mordet blev begået af pastor Grøn i opholdsstuen med skruenøglen!.
Før man siger disse ord, skal man stå i opholdsstuen og flytte pastor Grøn og skruenøglen hen til opholdsstuen. Spilleren til venstre for en selv skal vise om han/hun har ét af de pågældende kort. Hvis ikke, går turen med urets retning til de næste spillere. Kun spørgeren må se kortet. Efterhånden vil de uskyldige være streget ud på listen og man kan fremsætte sin Anklage (accusation) : Jeg anklager fru Hvid for at have myrdet Dr. Sort i biblioteket med rebet! (man skal stå i biblioteket).
Man må så kikke i mordkuverten og hvis alle tre kort stemmer overens med ens anklage, har man vundet.

Hvis bare ét af kortene er forkert, har man tabt og foræret sine modspillere værdifulde oplysninger. Man kan som taber ikke bare forlade spillet – man er nødt til fortsat at vise sine kort til de potentielle vindere, resten af spillet!
En detalje er at man godt kan vinde, selvom ens brik viser sig at være morderen/mordersken. Man skal også se bort fra diverse fordomme såsom: knive plejer at være i køkkenet, jernrør er for voldsomme til kvinder, præster slår ikke ihjel osv.

Der er 9x6x6=324 mulige kombinationer og kun én rigtig løsning. Der er ingen begrænsning på antallet af mistænkte og våben i et værelse.

## Strategier
- Hvis en spiller er på vej til køkkenet, kan man lade spillerens brik indgå i éns formodning i billardværelset og flytte brikken dertil.
- Man skal huske hvilket kort man har vist, og vise det igen og igen. Det er valgfrit hvilke af ens kort fra formodningen man vil vise.
- En formodning kan indeholde et eller to af ens egne kort, både for at forvirre, men også for at udelukke ét bestemt kort. Hvis man for eksempel selv har værelses- og våbenkortet, vil man kun se personkortet. Hvis ikke, kender man med sikkerhed morderen.

## Andre udgaver
Førsteudgaven var ret simpel; spillebrikkerne var blot ludo-brikker, værelserne på spillebrættet havde ingen detaljer, værelses- og våbenkort var i sort/hvid og kuverten en lille brun papirspose.
I Clue Master Detective var der et nyt mordvåben – gift.
Simpsons Clue havde bl.a. Homer Simpson og Krusty the Mustard som personer, Springfield som spillebræt og en radioaktiv stang uran, en giftig donut og Lisas saxofon som mordvåben.

I Cluedo Junior er der ingen myrdede, her gælder det om at finde ud af hvem der spiste kagen.
I Cluedo DVD-spil (2006) skal man finde ud af hvem der stjal Dr. Sorts værdifulde genstand. Der er en ekstra kategori: Tidspunkter (Time). Det fjerde spørgsmål drejer sig om hvornår tyveriet fandt sted og der er en fjerde bunke kort med tidspunkter:
- Daggry – (Dawn)
- Morgenmad – (Breakfast)
- Formiddag – (Late Morning)
- Frokost – (Lunch)
- Tidlig eftermiddag – (Early Afternoon)
- Tetid – (Tea Time)
- Skumring – (Dusk)
- Middag – (Dinner)
- Aften – (Night)
- Midnat – (Midnight)

Foruden det klassiske Cluedos mistænkte og gerningssteder er der:
- Fire nye mistænkte: Prins Azur — blå (Prince Azure), Rust — rød (Rusty), fru Vangbæk — grøn (Mrs. Meadow Brook) og grevinde Lavendel — lilla (Lady Lavender).
- To nye gerningssteder: Rosenhave (Rose Garden) og Springvand (Fountain).

Da der ikke er begået noget mord, er der ingen mordvåben. I stedet er der 11 værdifulde genstande, hvoraf den ene er blevet stjålet:
- Antikviteter (Antiques)
  - Teleskop (Telescope)
  - Revolver
  - Sjælden Bog (Rare Book)
- Skrivebordsting (Desk Items)
  - Tegnebog (Wallet)
  - Guldpen (Gold Pen)
  - Brevaabner (Letter Opener)
  - Krystalbrevpresser (Crystal Paperweight)
- Smykker (Jewellery)
  - Medalje (Medal)
  - Lommeur (Pocket Watch)
  - Jadehaarnaal (Jade Hairpin)
  - Skarabæbroche (Scarab Brooch)

Den største forskel er dog den medfølgende dvd med ti forudindspillede sager, samt en standardsag. En forudindspillet sag har samme løsning hver gang den spilles, mens standardsagen har en tilfældig løsning hver gang den spilles. De forudindspillede sager har husets butler, der kommer med spor i ny og næ. Man kan også fremsætte anklager, men ved forkerte gæt mister man kort. I standardsagen skal man bruge "mord"-kuverten og kan ryge ud af spillet.

Til hjælp er der usynlige symboler bag på kortene. Et medfølgende rødt filter gør det muligt at se disse symboler. Ved spilstart vil dvd'en f.eks. angive at alle kort, med en politifløjte på bagsiden, skal i "mord"-kuverten. I hæftet er der 50 noter og en enkelt spiller kan få oplyst nummeret ved hjælp af et mønster på skærmen, der ses som et nummer bag filteret. I stedet for terningekast, bruges tilfældige udgaver af hændelser.

Visse typer af farveblinde kan se tallene uden brug af rødt filter.
I december 2008 kommer Cluedo Reinvention: Man er på fornavn med de mistænkte, biblioteket er udskiftet med et spa-bad, der er ni mordvåben inkluderet et baseballbat og et trofæ samt der er et fjerde sæt kort kaldet "intrigekort".

## Andre medier
- I 1985 blev Cluedo filmatiseret under navnet Clue i USA, med Christopher Lloyd fra Tilbage til fremtiden. Filmen blev vist med forskellige slutninger i forskellige biografer
- I USA har Cluedo været, og bliver stadig, vist som en musical i teatrene. Musicalen har 216 forskellige slutninger og aftenens slutning vælges af tre fra publikum.
- Fra 1990-93 var Cluedo et tv-show i England. Hver uge skulle en kendt person udspørge de mistænkte og morderen kunne lyve. I 1992-93 kørte et australsk Cluedo-show.

I 1996 blev et Cluedo-show vist 12 gange på svensk tv. Der blev vist 4-5 filmklip og et inviteret publikum kunne gætte med. Der har også været tv-shows i Tyskland og Frankrig. 
- Cluedo SFX fra 2004 er et kombineret computer- og brætspil med seks ekstra personer, to ekstra værelser og andre våben. Terningerne er afløst af computerens tilfældighedsgenerator.
- I USA er der udkommet 18 små bøger til større børn. Bøgerne hedder Clue og fører læseren til at skulle opklare diverse mysterier. De forskellige facit står på hovedet.